# 天主教归德教区
天主教归德教区（Dioecesis Coeitevensis）是罗马天主教在中国河南省设立的一个教区。

## 历史
1928年6月19日，教廷从开封府代牧区分设归德监牧区，由西班牙重整奥斯丁会（O.A.R.）负责。1937年5月18日，升格为归德代牧区。1946年4月11日，归德代牧区升格为归德教区。1966年文化大革命開始，天主教活動被禁止。

## 教堂
- 主教座堂

## 主教
- 陈明理（Bishop Francisco Javier Ochoa Ullate, O.A.R.），1937年－1947年
- 贵达义（Bishop Arturo Quintanilla Manzanares, O.A.R.），1949年－1970年（1952年被逐出大陆）
- 史景贤（圣名：尼各老），1991年－2009年（2009年9月16日安息主怀）

## 信徒
1950年，归德教区有信徒9,973人。